# غيط البحري
قرية غيط البحري هي إحدى القرى التابعة لمركز ناصر في محافظة بني سويف في جمهورية مصر العربية. حسب إحصاءات سنة 2006، بلغ إجمالي السكان في غيط البحري 1791 نسمة، منهم 912 رجل و879 امرأة.